# Witstaartbuizerd
De witstaartbuizerd (Geranoaetus albicaudatus; synoniem: Buteo albicaudatus)  is een roofvogel uit de familie havikachtigen (Accipitridae) en het geslacht Geranoaetus. 

## Verspreiding en leefgebied
De soort telt 3 ondersoorten:
- G. a. hypospodius: van zuidelijk Texas tot noordelijk Colombia en noordwestelijk Venezuela.
- G. a. colonus: de ABC-eilanden en noordelijk Zuid-Amerika.
- G. a. albicaudatus: zuidelijk Zuid-Amerika.